# Fun 'n' Games
Fun 'n' Games est un jeu vidéo éducatif sorti en 1993 et fonctionne sur Mega Drive et Super Nintendo. Le jeu a été développé par Leland Interactive Media et édité par Tradewest.